# Charles de Meixmoron de Dombasle
Charles de Meixmoron de Dombasle né le 10 novembre 1839 à Roville (Meurthe-et-Moselle) et mort le 20 juillet 1912 à Diénay (Côte-d'Or) est un industriel agricole, peintre et écrivain français.
Il fut président de l'académie de Stanislas de Nancy.

## Biographie
Charles de Meixmoron de Dombasle est le fils de Jean-Baptiste Vaillant de Meixmoron et de Marie-Charlotte de Dombasle, fille de Mathieu de Dombasle, connu pour ses écrits nombreux sur l'agronomie et en particulier pour ses apports sur la charrue. En 1839, il obtient l'autorisation de rajouter le matronyme « de Dombasle » à son patronyme.
Inscrit à l’institution privée catholique de la Malgrange à Nancy de 1850 à 1857, Charles de Meixmoron y reçoit une éducation d’excellence. En 1856, il se distingue en remportant le prix d’excellence de la section science : il est premier de classe en discours français, version latine, et dessin graphique (six fois nommé).
Encouragé dans la voie artistique par son père lui-même féru d’art, Charles de Meixmoron se perfectionne dans la technique du dessin dans l’atelier de Louis Leborne, qui peint dans le sillage de Corot et qui fut directeur de l’École des beaux-arts de Nancy.
En 1860, au décès de son père, il reprend les rênes de la fabrique de matériel agricole créée par son grand-père Mathieu et poursuivi par son père. Il écrit pendant cette période des textes relatifs à l'agriculture. En 1861, il publie à titre posthume au nom de son grand-père, Traité d'agriculture et Le calendrier du bon cultivateur. 
La peinture ne constitue pour Meixmoron qu'un loisir qui ne l'empêche pas d'envoyer dès 1860 de nombreux tableaux dans les expositions de la Société lorraine des amis des arts, dont il assure la présidence de 1868 à 1892. Il expose Forêts près Martinville à Paris au Salon de 1866. En 1890, il participe au premier Salon de la Société nationale des beaux-arts au Champ-de-Mars avec cinq peintures et un pastel, et en 1900 il figure à l'Exposition universelle.
Il meurt à Diénay le 20 juillet 1912.

## Peinture

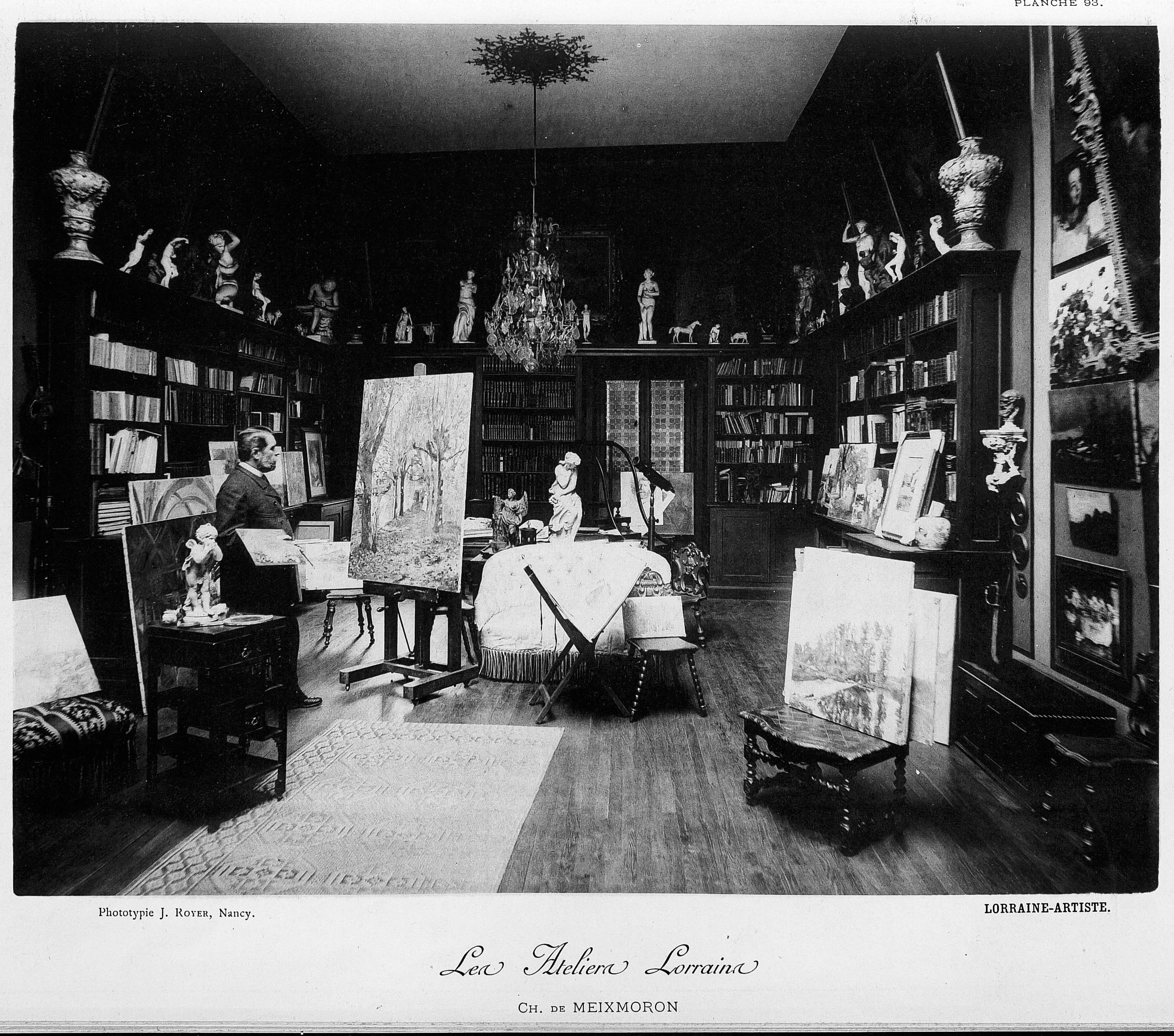
Charles de Meixmoron dans son atelier, photographie publiée dans La Lorraine artiste du dimanche du 8 juillet 1888, fascicule no 24.

Charles de Meixmoron découvre en 1873 les œuvres de Claude Monet et se passionne pour l'impressionnisme. Il rencontre l'artiste auquel il achète quelques toiles qu'il complétera ensuite de tableaux de maîtres pour constituer une véritable collection. Outre Monet qu'il affectionne particulièrement, ses peintres préférés sont Nicolas Poussin, Auguste Delacroix, Jean-Baptiste Camille Corot, Henri Rousseau, Jean-François Millet, Edme-François Daubigny, Joseph Mallord William Turner, John Constable et Édouard Manet.
Amoureux de la nature, il peint surtout des paysages. Admis à l'académie de Stanislas en 1887, il en devient le président en 1900.
Charles de Meixmoron reproduit les rues et places de Nancy mais s’attache essentiellement à la vie rurale, excellant dans la représentation des vues de village, de bois et des champs de la campagne bourguignonne où il réside l’été. Il possède le château de Diénay en Côte-d’Or où il fait venir son ami Émile Friant en 1884.
L’artiste aime les acteurs du monde agresque et peint fréquemment des personnages dans ses tableaux. Il nous introduit également dans l’intimité du cercle familial à Diénay.

## Publications
Outre les deux ouvrages dans le domaine agricole cités ci-dessus, il publie de nombreuses études spécifiques à cette matière comme Cause des souffrances de l'agriculture et moyens d'y remédier, Culture intensive, ou Dépopulation des campagnes ou encore Droits des bouilleurs de cru.
Il publie également des monographies d'artistes lorrains tels que Charles Cournault (1905), Émile Friant (1896), Charles Sellier (1897), Claude le Lorrain (1903) dans les Mémoires de l'Académie de Stanislas.
Il publie aussi des ouvrages sur la peinture du paysage : Devilly et l'aquarelle d'après nature (1889), Autour du lac de Gerardmer, Le paysage d'après nature (1890), Le paysage dans l'atelier (1891).

## Distinctions agricoles
Meixmoron reçoit deux médailles d'or pour ses machines agricoles aux Expositions universelles de 1867 et de 1878, et une médaille d'or à celle de 1900.
En 1898, il est décoré de la Légion d'honneur pour son labeur consacré à l'agriculture.

## Postérité
Le musée des Beaux-Arts de Nancy lui a consacré une exposition rétrospective en 1962 avec 119 peintures, aquarelles et pastels.